# Frank Erne
Pour les articles homonymes, voir Erne (homonymie).
Frank Erne est un boxeur suisso-américain né le 8 janvier 1875 à Zurich et mort le 17 septembre 1954 à New York.

## Carrière
Champion du monde des poids plumes en 1896 après sa victoire contre le canadien George Dixon, Erne perd le combat revanche l'année suivante mais devient champion du monde des poids légers le 1er juin 1896 en battant aux points en 20 rounds Kid Lavigne.
Il défend deux fois son titre contre Jack O'Brien et Joe Gans avant de s'incliner contre ce dernier le 12 mai 1902 par KO à la 1re reprise. Frank Erne livre son dernier combat en 1908 et remporte à cette occasion le titre de champion de France des poids welters aux dépens de Robert Watson.

## Référence
1. ↑  (en) On This Day: Joe Gans, boxing’s first African American world champion, was born (boxingnewsonline.net)